# Super What?
Super What? è il secondo album in studio collaborativo del supergruppo statunitense Czarface e del rapper britannico-statunitense MF Doom, pubblicato nel 2021. Si tratta della prima pubblicazione postuma di MF Doom.

## Tracce
Doom Side
1. The King and Eye (featuring DMC of Run-DMC) – 2:26
2. Czarwyn's Theory of People Getting Loose (featuring Kendra Morris) – 3:16
3. Mando Calrissian – 2:17
4. DOOM Unto Others – 2:44

Czar Side
1. Jason & the Czargonauts (featuring Del the Funky Homosapien) – 3:50
2. Break in the Action – 2:29
3. A Name to the Face – 1:45
4. This Is Canon Now – 2:11
5. So Strange (featuring Godforbid of THD) – 2:34
6. Young World – 3:12